# Store-Trän
Store-Trän är en sjö i Alingsås kommun i Västergötland och ingår i Göta älvs huvudavrinningsområde. Sjön är 36,8 meter djup, har en yta på 0,562 kvadratkilometer och befinner sig 118,7 meter över havet. Sjön avvattnas av vattendraget Kampetås Bäck. Vid provfiske har abborre fångats i sjön.

## Delavrinningsområde
Store-Trän ingår i det delavrinningsområde (643157-130956) som SMHI kallar för Mynnar i Säveån. Medelhöjden är 138 meter över havet och ytan är 5,54 kvadratkilometer. Det finns inga avrinningsområden uppströms utan avrinningsområdet är högsta punkten. Kampetås Bäck som avvattnar avrinningsområdet har biflödesordning 3, vilket innebär att vattnet flödar genom totalt 3 vattendrag innan det når havet efter 68 kilometer. Avrinningsområdet består mestadels av skog (72 %). Avrinningsområdet har 0,81 kvadratkilometer vattenytor vilket ger det en sjöprocent på 14,5 %.